# Ian Garguez
Ian Álex Garguez Gómez (ur. 3 lutego 2005 w Colinie) – chilijski piłkarz występujący na pozycji prawego obrońcy, od 2024 roku zawodnik Palestino.